# Norberto Höfling
Norberto Höfling (Csernovic, 1924. június 20. – Brugge, 2005. április 18.) román labdarúgó, edző.

## Pályafutása

### Klubcsapatokban
Höfling labdarúgó-pályafutását kisebb román csapatokban kezdte. 1948-ban az MTK labdarúgójaként huszonöt élvonalbeli mérkőzésen huszonhat gólt szerzett. Az MTK-ból az olasz SS Lazio csapatához szerződött, később még megfordult a Pro Patria 1919 és a Vicenza Calcio csapataiban is.

### A válogatottban
1947 és 1948 között többször is meghívták a román válogatottba, azonban pályára végül nem lépett.

### Edzőként
Belgiumban számos csapatnál megfordult edzőként (RSC Anderlecht, KAA Gent, Club Brugge KV), utóbbi csapattal 1968-ban belga kupát is nyert. 1963 és 1964 között a holland Feyenoord trénere volt, az 1980-1981-es szezonban pedig egykori klubjának, az olasz Pro Patria 1919-nek volt a vezetőedzője.

## Sikerei, díjai
Edzőként
- Belga kupa
  - győztes: 1968